# 王道直 (天啓進士)
王道直（1584年—1654年），字履之，號孺初，湖广汉阳府汉川县人。明朝政治人物。

## 生平
萬曆四十三年（1615年）乙卯科湖广鄉試舉人，天啓二年（1622年）壬戌科進士。初授保定府推官，崇祯元年（1628年）擢浙江道御史，巡按江南苏松，请停织造恤灾。四年巡关，六年掌河南道印，七年升太仆寺少卿，提督东路。八年升光禄寺卿，迁都察院右副都御史，提督操江。十一年召入为兵部右侍郎，加服俸一级。十二年转左，署尚书事。叙黔功，加一品服俸。十三年七月，升左都御史，掌院事。十五年五月，谢病免职归。居家九年，年七十而逝。著有《按吴疏稿》、《严关盾墨》等。

## 家族
祖父王一善、父王应祯俱赠通议大夫。母林氏，太淑人。兄王道正；弟王道立（1587年-1663年）、王道盛、王道望。。
妻何氏，诰封夫人；繼娶仰氏。生子四：永、度、玄、廉。